# Estação Dubrovka
Dubrovka (em russo:  Дубровка) é uma das estações da linha Liublinsko-Dmitrovskaia (Linha 10) do Metro de Moscovo, na Rússia. A estação «Dubrovka» está localizada entre as estações «Kojukhovskaia» e «Krestianskaia Zastava».